# Лермит, Тристан
Франсуа Лермит (сеньор Солье, по прозванию Тристан Отшельник (фр. François L'Hermite, sieur du Soliers dit Tristan L'Hermite); март 1601, замок Солье — 7 сентября 1655, Париж) — французский придворный поэт, драматург и романист.

## Биография
Л’Эрмит был сыном разорившегося в годы религиозных войн аристократа Пьера Л’Эрмита (среди его предков был участник первого из крестовых походов) и Элизабет Мирон. Молодость Л’Эрмита была бурной: состоял пажом при незаконнорожденном сыне Генриха IV Генрихе Бурбоне, маркизе де Вернёй; с юных лет проявлял интерес к итальянской литературе, а также к роману Оноре д’Юрфе «Астрея». В 1614 году после участия в дуэли был вынужден бежать в Англию, откуда перебрался в Шотландию, а затем в Норвегию; под чужим именем пытался проехать через Францию в Испанию, однако по пути заболел и несколько месяцев прожил в Пуату. Здесь его узнали, но вскоре Л’Эрмит был помилован.
С 1621 года поддерживал дружеские отношения с известными поэтами Теофилем де Вио, Никола Фаре, Сент-Аманом и Александром Арди. Примерно в это же время Франсуа Л’Эрмит начинает именовать себя Тристаном (по мнению исследователя С. Беррегар, здесь возможно сочетание двух аллюзий: Тристан и Tristia («Скорбные элегии» Овидия). С 1622 года некоторое время находился на военной службе при дворе Гастона Орлеанского, участвовал в осаде Ла-Рошели, где был ранен. Обстоятельства бурной жизни Л’Эрмита отражены в его автобиографическом романе «Опальный паж» (Le Page disgracié, 1643).
С 1649 года — член Французской Академии. Тристан Лермит умер 7 сентября 1655 года, вероятно, от туберкулёза. Был похоронен на следующий день.

## Творчество
По мнению современных литературоведов, в творчестве Л’Эрмита «присутствует романтическое начало». Он начал сочинять стихи в 1620-х годах; среди его ранних сочинений написанная под влиянием Франсуа Малерба поэма «Море» ((«La Mer», 1628). Его первый, выдержанный в духе галантной поэзии сборник «Жалобы Аканта» (Les Plaintes d’Acante, 1633) снискал успех у публики. Поэзия Л’Эрмита многим обязана влиянию итальянских образцов (в первую очередь — Торквато Тассо и Джамбаттиста Марино): «Морская эклога» (Églogue maritime, 1634), «Любови Тристана» (Les Amours de Tristan, 1638), «Лира» (La Lyre, 1641), «Героические стихи» (Vers héroïques, 1648). Меланхолическое восприятие мира, повышенный интерес к траурным мотивам сочетается в его творчестве с глубоким переживанием природы. Смелые метафоры Тристана связывают его с поэтикой барокко.
Высокая репутация Тристана в первую очередь связана с его сочинениями для театра. Среди них наиболее известна мрачная, предвосхищающая сочинения Жана Расина трагедия «Мариамна» (La Mariane, поставлена театром Марэ в 1636, опубликована в 1637). Главный герой трагедии (её сюжет навеян опубликованной в 1610 году пьесой Александра Арди) — царь Иудеи, жестокий тиран Ирод, влюблённый в целомудренную и отважную красавицу Мариамну. Психологическая глубина трагедии, рельефная обрисовка характеров были для своего времени новаторскими (постановка на несколько месяцев опередила нашумевшую постановку «Сида» Пьера Корнеля).
Трагедии «Смерть Сенеки» (La mort de Séneque, 1644, опубликована в 1645) и «Смерть Криспа» (La mort de Chrispe, 1644) проникнуты мотивами неостоицизма и перекликаются с корнелевской пьесой «Цинна». Палитру Тристана-драматурга дополняют трагикомедия «Безумие мудреца» («La Folie du sage», 1644, опубликована в 1645); пастораль «Амариллис» (Amaryllis, 1653) и комедия в итальянском духе «Нахлебник» (Le Parasite, 1654).